# Armistizio di Foligno
L'armistizio di Foligno fu un accordo firmato presso Palazzo Brunetti (oggi Candiotti) il 18 febbraio 1801, tra l'allora generale di divisione Gioacchino Murat per i Francesi, e il generale Ruggero di Damas per le truppe del Regno di Napoli dopo le sconfitte subite da quest'ultimi in Toscana e segnatamente nello scontro di Siena del 14 (o secondo alte fonti 13 o 16 gennaio) precedente; fu un accordo propedeutico per la successiva firma del trattato di Firenze.